# Derecho procesal administrativo
El derecho procesal administrativo es una rama del derecho administrativo que tiene por objeto regular la organización y atribuciones de los tribunales de justicia y la actuación de las distintas personas que intervienen en los procesos judiciales en la materia de derecho administrativo, entendiendo por tales las que enfrentan a particulares con la administración del Estado, o a diferentes administraciones entre sí.

## Características
El derecho procesal administrativo se caracteriza principalmente por la asimetría en derechos y obligaciones existente entre las partes intervinientes en el proceso. La administración siempre parte en el procedimiento administrativo de una posición de fuerza con respecto al administrado, pero ello se revierte en la situación procesal, a nivel del proceso contencioso administrativo.

## España
La regulación principal del procedimiento administrativo, incluido el procedimiento en vía administrativa, se encuentra actualmente en la Ley 39/2015, de 1 de octubre, del Procedimiento Administrativo Común de las Administraciones Públicas. 
El procedimiento contencioso-administrativo se regula en la Ley 29/1998, de 13 de julio, reguladora de la Jurisdicción Contencioso-Administrativa.

## Venezuela
En Venezuela La regulación principal del procedimiento administrativo, se encuentra en la recién creada Ley de la Jurisdicción Contencioso Administrativa (LOJCA), de julio de 2010, esta regula la actuación de los sujetos procesales y la propia administración pública en sede judicial, pues recordemos que en Venezuela la actuación de la administración pública está sometida al control judicial y no a otros órganos administrativos como ocurre en otras legislaciones. Esta a su vez establece las competencia de los tribunales contencioso administrativo, así como también la novedosa distribución que nace desde los Juzgado de Municipios, Juzgados Estadales y Juzgados Nacionales con competencia Contencioso Administrativa, además de la Sala Político Administrativa del Tribunal Supremo de Justicia como máxima instancia judicial en esta materia.